# Stará Bašta
Stará Bašta je obec na Slovensku v okrese Rimavská Sobota. Leží pod vrchem Pohanský hrad, na úpatí Cerové vrchoviny. Žije zde 323 obyvatel.
Je listině doložená k roku 1341, dle jiných zdrojů 1455, vznikla asi ve 12. století. Obec patřila k Gemerskému hradu, později k panství hradu Hajnáčka. V letech 1554-1594 byla okupována Turky, později patřila pod panství Šomošky. V obci se nacházejí nálezy pilinské kultury z mladší doby bronzové.